# I sorg (skulptur)
I sorg är en marmorskulptur av den svenske konstnären Theodor Lundberg. Statyn utfördes 1900 och förvärvades samma år av Nationalmuseum i Stockholm. Den är placerad i museets skulpturgård.
Statyn skildrar en naken, hopkrupen och liggande kvinna som uttrycker sorg och uppgivenhet. Hon är fångad i ett privat ögonblick och är till synes omedveten om att hon är iakttagen.